# 香港特別行政區基本法起草委員會
香港特別行政區基本法起草委員會是中華人民共和國政府起草《中華人民共和國香港特別行政區基本法》的機構，在1985年成立。
1984年12月19日，中國國務院總理趙紫陽和英國首相戴卓爾夫人在北京簽署《中英聯合聲明》，確定香港在1997年移交主權，並實行「一國兩制」。中國政府開始籌備編訂作為香港憲法的《香港基本法》。1985年4月，六屆全國人大三次會議，議決成立香港基本法起草委員會。1985年6月10日，第六屆全國人大常委會第十一次會議通過香港基本法起草委員會成員名單，香港基本法起草委員會於7月1日正式成立，開始起草工作，並委任59名委員，包括23名香港委員和36名大陸委員。
1985年12月，為收集香港各界對基本法的意見，香港特別行政區基本法諮詢委員會在香港成立，共委任180名成員。在1988年4月及1989年2月舉行兩次公眾諮詢，聽取市民對《基本法》草案的意見。
《基本法》起草工作歷時四年零八個月，1990年2月完成起草工作。4月4日，《香港特別行政區基本法》經由七屆全國人大三次會議正式通過。1997年7月1日，香港回歸中國，《基本法》開始實施。

## 香港基本法起草委員會名單
主任委員
姬鵬飛
副主任委員
安子介　包玉剛　許家屯　費彝民　胡繩　費孝通　王漢斌　李國寶
委員（按姓名筆劃排列）
馬臨　王漢斌　王叔文　王鐵崖　毛鈞年　包玉剛　鄺廣傑　司徒華(1989年辭職)　鄔維庸　劉皇發　安子介　許家屯　許崇德　芮沐　李后　李國寶　李柱銘(1989年辭職)　李裕民　李福善　李嘉誠　蕭蔚雲　吳大琨　吳建璠　張友漁　陳欣（女）　陳楚　邵天任　林亨元　周南　鄭正訓　鄭偉榮　項淳一　榮毅仁　胡繩　柯在鑠　查良鏞(1989年辭職)　查濟民　費孝通　費彝民　勇龍桂　莫應溎　賈石　錢偉長　錢昌照　郭棣活　容永道　姬鵬飛　黃麗松　黃保欣　釋覺光　魯平　裘劭恒　雷潔瓊（女）　廖暉　廖瑤珠（女）　端木正　譚惠珠（女）　譚耀宗　霍英東
秘書長
李后
副秘書長
魯平　毛鈞年